# Свята Германдада
Свята́ Ерманда́да — утворена 1476 року спілка міст і сільських громад Кастилії, Леону та Астурії. Значно сприяла зміцненню королівської та церковної влади в Іспанії. Найбільша ермандада Середньовіччя. Мала самоуправління до 1498.
Була остаточно ліквідована в 1835 році.